# كورنيليس دي وائل

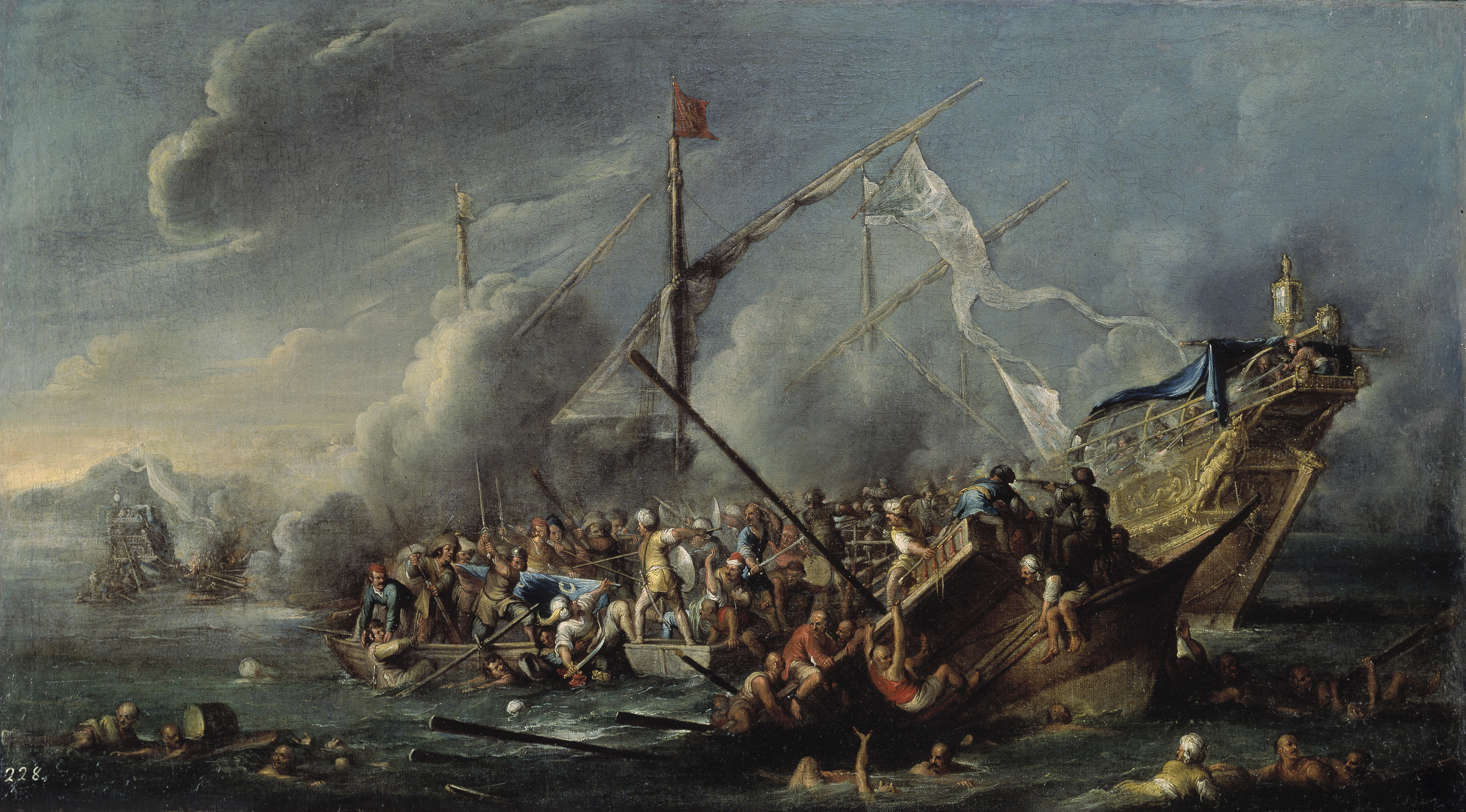
معركة بحرية بين الأسبان والترك

كورنيليس دي وائل (أنتويرب، 1592 - روما، 1667) كان رسامًا ونقاشًا وتاجرًا فلمنكيًا كان نشطًا بشكل أساسي في جنوة إيطاليا. وهو معروف بلوحاته الفنية ومشاهد المعارك واللوحات التاريخية والحياة الساكنة. من خلال أعماله الفنية ودعمه للرسامين الفلمنكيين العاملين في إيطاليا ودوره كتاجر فني لعب دورًا مهمًا في تبادل الفني بين إيطاليا وفلاندرز في النصف الأول من القرن سابع عشر. كان لعمله أيضًا تأثير على الرسامين المحليين مثل أليساندرو ماجناسكو خاصة من خلال مشاهد اليأس والسخرية التي قام برسمها. 